# Sven Michel (labdarúgó)
Sven Michel (Freudenberg, 1990. július 15. –) német labdarúgó, az Augsburg csatára.

## Pályafutása
2023. június 30-án aláírt az Augsburg csapatához 2025. június 30-ig.

## Sikerei, díjai

### Klub
- Energie Cottbus
  - Brandenburg kupa: 2014–15

- Paderborn
  - Vesztfália kupa: 2016–17, 2017–18

### Egyéni
- Regionalliga West gólkirálya: 2012–13